# Pseudoraphis brunoniana
Pseudoraphis brunoniana är en gräsart som först beskrevs av William Griffiths, och fick sitt nu gällande namn av Pilg.. Pseudoraphis brunoniana ingår i släktet Pseudoraphis och familjen gräs. Inga underarter finns listade i Catalogue of Life.